# Боменил (Вогези)
Боменил (фр. Beauménil) насеље је и општина у североисточној Француској у региону Лорена, у департману Вогези која припада префектури Епинал.
По подацима из 2011. године у општини је живело 122 становника, а густина насељености је износила 36,97 становника/km². Општина се простире на површини од 3,3 km². Налази се на средњој надморској висини од 440 метара (максималној 686 m, а минималној 429 m).

## Демографија
| 1962. | 1968. | 1975. | 1982. | 1990. | 1999. | 2011. |
| ----- | ----- | ----- | ----- | ----- | ----- | ----- |
| 160   | 105   | 115   | 128   | 148   | 143   | 122   |

График промене броја становника у току последњих година